# Villeguillo (kommunhuvudort)
Villeguillo är en kommunhuvudort i Spanien.   Den ligger i provinsen Provincia de Segovia och regionen Kastilien och Leon, i den centrala delen av landet, 120 km nordväst om huvudstaden Madrid. Villeguillo ligger 771 meter över havet och antalet invånare är 137.
Terrängen runt Villeguillo är platt, och sluttar norrut. Runt Villeguillo är det glesbefolkat, med 15 invånare per kvadratkilometer. Närmaste större samhälle är Iscar, 12,6 km norr om Villeguillo. Trakten runt Villeguillo består till största delen av jordbruksmark.